# Rezerwat przyrody Las Królewski
Las Królewski – leśny rezerwat przyrody znajdujący się na terenie gminy Krzczonów, w powiecie lubelskim, w województwie lubelskim. Leży w granicach Krzczonowskiego Parku Krajobrazowego, na gruntach w zarządzie Nadleśnictwa Świdnik.
- powierzchnia (według aktu powołującego): 48,64 ha
- powierzchnia (dane nadesłane z nadleśnictwa): 49,39 ha[3]
- rok utworzenia: 1997
- dokument powołujący: Zarządzenie Ministra Ochrony Środowiska, Zasobów Naturalnych i Leśnictwa z dnia 25 lipca 1997 roku w sprawie uznania za rezerwat przyrody (MP nr 56, poz. 540).
- przedmiot ochrony (według aktu powołującego): zachowanie wielu rzadkich gatunków roślin oraz interesujących zbiorowisk leśnych i kserotermicznych, a także interesującej rzeźby terenu.

Teren rezerwatu porasta głównie grąd z domieszką sosny, modrzewia i świerku. Znajduje się tu źródło zwane „Śmierdzącym Źródełkiem". Do ciekawszych roślin runa należą: groszek wschodniokarpacki, wawrzynek wilczełyko, cieszynianka wiosenna, łuskiewnik różowy, podkolan biały i zielonawy, gruszyczka mniejsza, lilia złotogłów, pluskwica europejska, pierwiosnek lekarski, nerecznica szerokolistna, pięciornik biały, turzyca niska, parzydło leśne, gnieźnik leśny, paprotnik ostry.
Rezerwat nie posiada planu ochrony, obowiązują w nim jednak zadania ochronne, na mocy których obszar rezerwatu podlega ochronie czynnej.
Przez teren rezerwatu prowadzi oznakowana ścieżka przyrodnicza.